# Annona duckei
Annona duckei är en kirimojaväxtart som beskrevs av Friedrich Ludwig Diels. Annona duckei ingår i släktet annonor, och familjen kirimojaväxter. Inga underarter finns listade i Catalogue of Life.